# Reichskriegsgericht

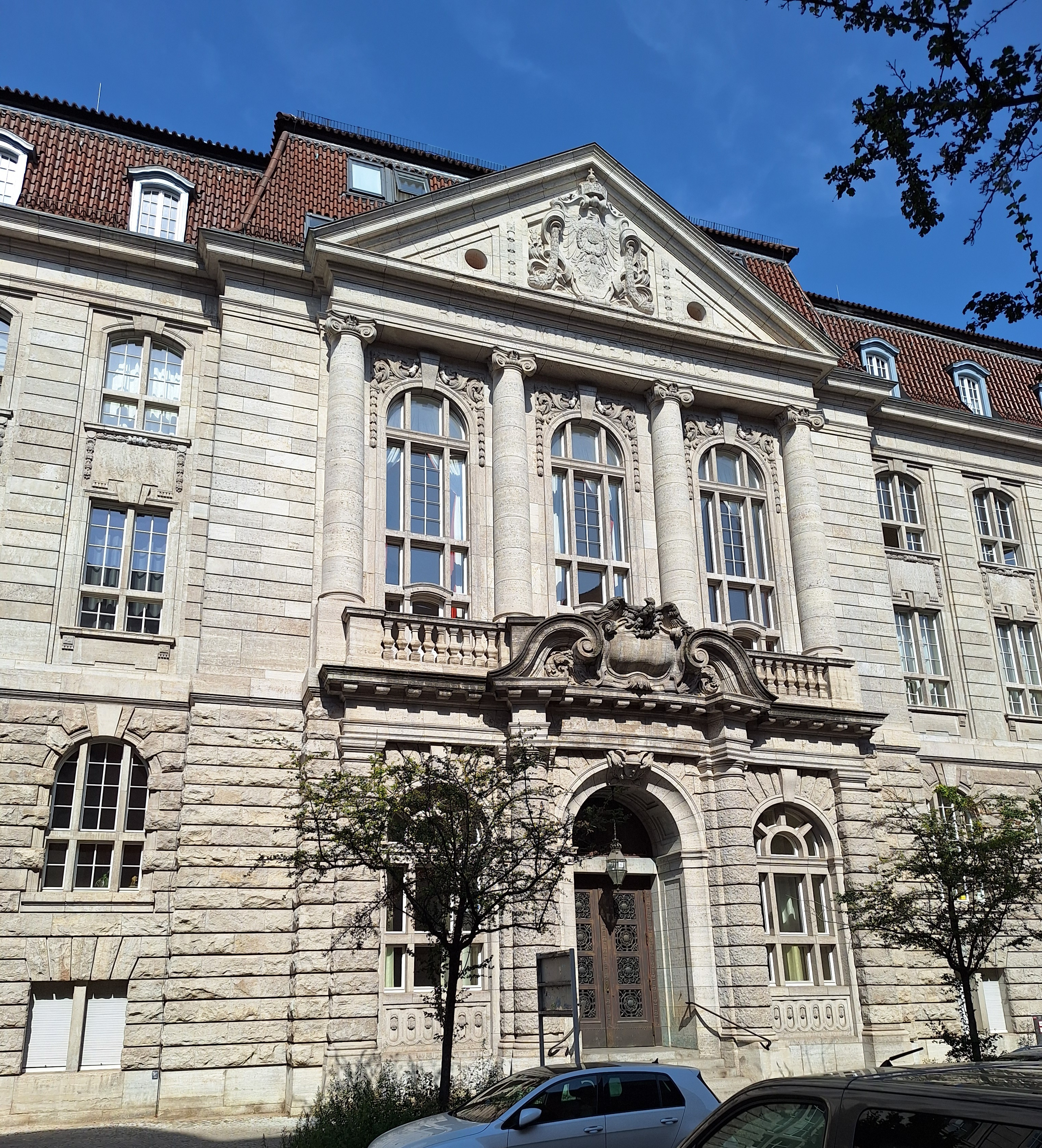
Gebäude des ehemaligen Reichskriegsgerichts

Das Reichskriegsgericht (RKG) war in der Zeit des Nationalsozialismus das höchste deutsche Militärgericht. Sein Sitz befand sich in der meisten Zeit seiner Existenz am nördlichen Ufer des Lietzensees im Berliner Stadtteil Charlottenburg.

## Gesetzliche Grundlagen und Zuständigkeiten

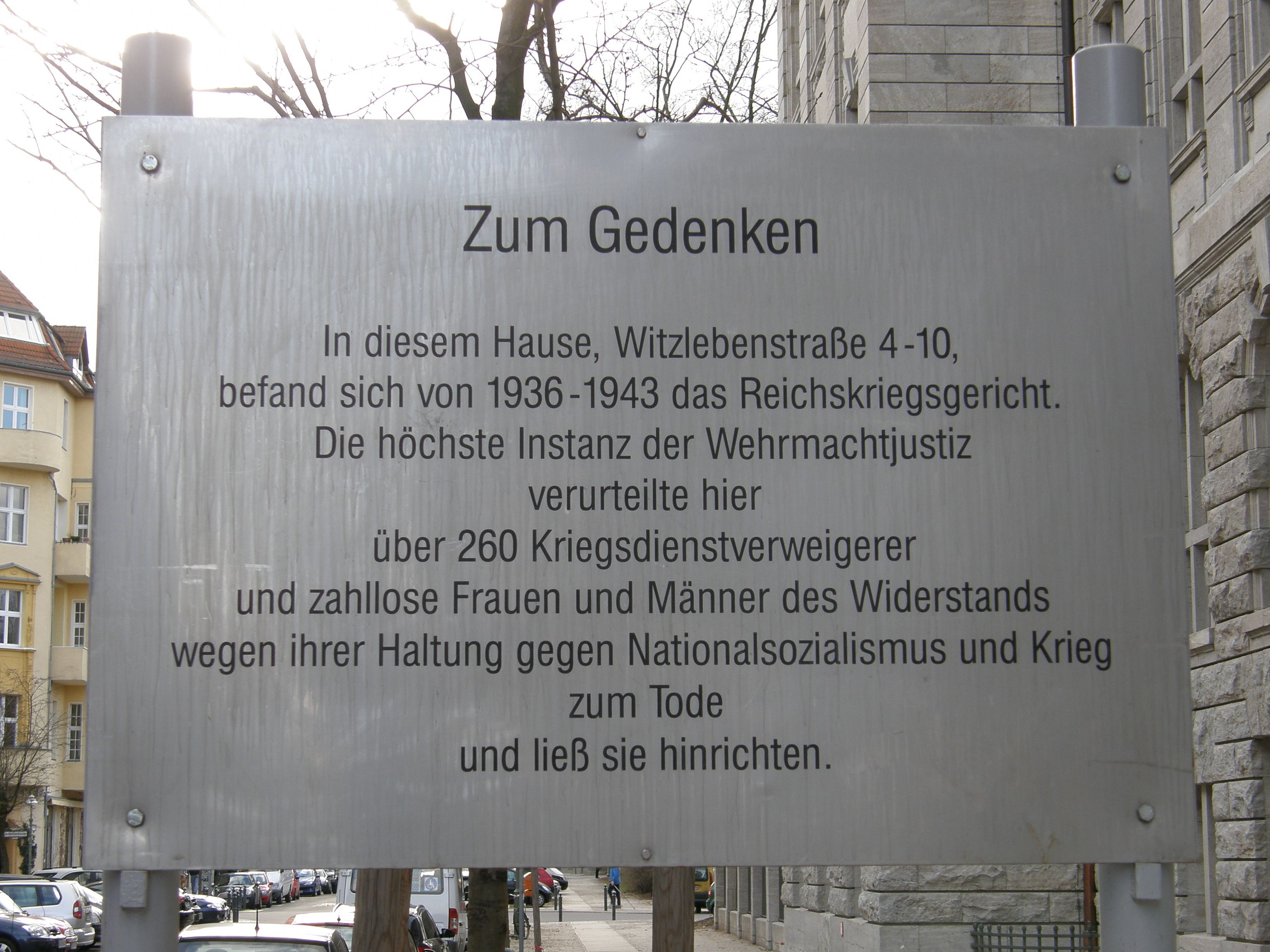
Gedenktafel für Kriegsdienstverweigerer und Widerstandskämpfer am ehemaligen Reichskriegsgericht in Berlin

Die in der Zeit des Deutschen Kaiserreichs existierende eigene Gerichtsbarkeit für Militärangehörige (vgl.: Militärgericht) wurde am 17. August 1920 gemäß Artikel 106 der Weimarer Reichsverfassung abgeschafft, mit Ausnahme der Militärgerichtsbarkeit für die Angehörigen der Reichsmarine an Bord von Kriegsschiffen. Damit entfiel auch das ab Oktober 1900 bestehende Reichsmilitärgericht als ihre oberste Instanz.
Schon kurz nach der Machtübernahme der Nationalsozialisten wurde die Militärgerichtsbarkeit durch Gesetz vom 12. Mai 1933 wieder eingeführt. Die Institution des Reichskriegsgerichts wurde durch ein weiteres Gesetz am 1. Oktober 1936 in Berlin im ehemaligen Gebäude des Reichsmilitärgerichts eingerichtet.
Das Reichskriegsgericht war ab Kriegsbeginn gemäß § 14 der Verordnung über das militärische Strafverfahren im Kriege und bei besonderem Einsatz nur noch als erstinstanzliches Gericht tätig und zuständig für Delikte wie insbesondere Hochverrat, Landesverrat und Kriegsverrat, ausgenommen im Feldheer, im Operationsgebiet sowie bei schwimmenden Teilen der Kriegsmarine eingesetzte Personen. Außerdem war es zuständig für schwere Fälle der Wehrkraftzersetzung nach § 5 Abs. 1 Ziffer 1 der Kriegssonderstrafrechtsverordnung. Ihm blieb die Zuständigkeit für die Aburteilung religiös motivierter Kriegsdienstverweigerer. Das Reichskriegsgericht war ferner zuständig bei allen Strafverfahren gegen Offiziere im Generals- bzw. Admiralsrang.
Mit der 7. Durchführungsverordnung zur Kriegsstrafverfahrensordnung vom 18. Mai 1940 (RGBl. I S. 787) wurde die ausschließliche Zuständigkeit des Reichskriegsgerichts bei Wehrkraftzersetzung eingeschränkt. Für Zivilpersonen übertrug das Reichsjustizministerium die Zuständigkeit im Mai 1940 zunächst den Sondergerichten. Durch Verordnung vom 29. Januar 1943 (RGBl. I S. 76) erhielt der Volksgerichtshof grundsätzlich die Zuständigkeit für Fälle „öffentlicher Zersetzung“ sowie auf Antrag auch Fälle „vorsätzlicher Wehrdienstentziehung“ (§ 5 Absatz 1 Nr. 1 und 3 der Kriegssonderstrafrechtsverordnung).
Der Präsident des Reichskriegsgerichts konnte als Gerichtsherr Urteile bestätigen oder aufheben, sofern nicht Adolf Hitler als „Oberster Gerichtsherr der Wehrmacht“ sich dies selbst vorbehielt.

## Organisation
Der Dienstsitz des Reichskriegsgerichts lag bis 1943 in der Witzlebenstraße 4–10 im Berliner Bezirk Charlottenburg. Wegen der zunehmenden Luftangriffe auf Berlin wurde das Reichskriegsgericht 1943 zuerst nach Potsdam und dann nach Torgau in die Zieten-Kaserne verlegt. Am 15. April 1945 stellte das Reichskriegsgericht dort seine Tätigkeit ein. Der Kommandostab des Reichskriegsgerichtes wurde am 5. Mai auf dem Schlossgut in Kundratitz verhaftet. In dem Gerichtsgebäude in der Witzlebenstraße war von 1946 bis zum Abzug der Alliierten das Berliner Kammergericht untergebracht. Inzwischen wurden in dem Gebäude 100 Luxuswohnungen geschaffen. Mehrere Gedenktafeln weisen auf die dort von der Nazijustiz begangenen Verbrechen hin.
Erster Präsident des Reichskriegsgerichts war General Walter Heitz. Von September 1939 bis Ende Oktober 1944 amtierte Admiral Max Bastian; sein Nachfolger wurde General der Infanterie Hans-Karl von Scheele. Der erkrankte Max Bastian wurde 1943/1944 durch Paul von Hase vertreten. Bis Kriegsende hatten insgesamt 190 Richter für kürzere oder längere Zeit am Reichskriegsgericht gewirkt. Keiner der Präsidenten des Reichskriegsgerichtes hatte jemals eine juristische Ausbildung absolviert oder hatte vor der Amtsübernahme in Institutionen der Rechtsprechung oder der Gerichtsbarkeit Erfahrungen gesammelt.
Das Reichskriegsgericht bestand aus drei, ab November 1941 aus vier Senaten, denen jeweils vier Militärjustizbeamte und drei Offiziere zugeteilt waren. Die Verhandlungen leitete ein Senatspräsident, dem ein Reichskriegsgerichtsrat sowie drei Offiziere zur Seite standen. Kurzzeitig wurde 1943 ein zentrales Sonderstandgericht der Wehrmacht angegliedert; 1945 wurden die Senate auf drei Richter reduziert. Dem Reichskriegsgericht beigeordnet war die Reichskriegsanwaltschaft als Anklagebehörde mit zwanzig Militärjuristen. Oberreichskriegsanwälte waren Walter Rehdans und ab 1943 Alexander Kraell.

## Urteile

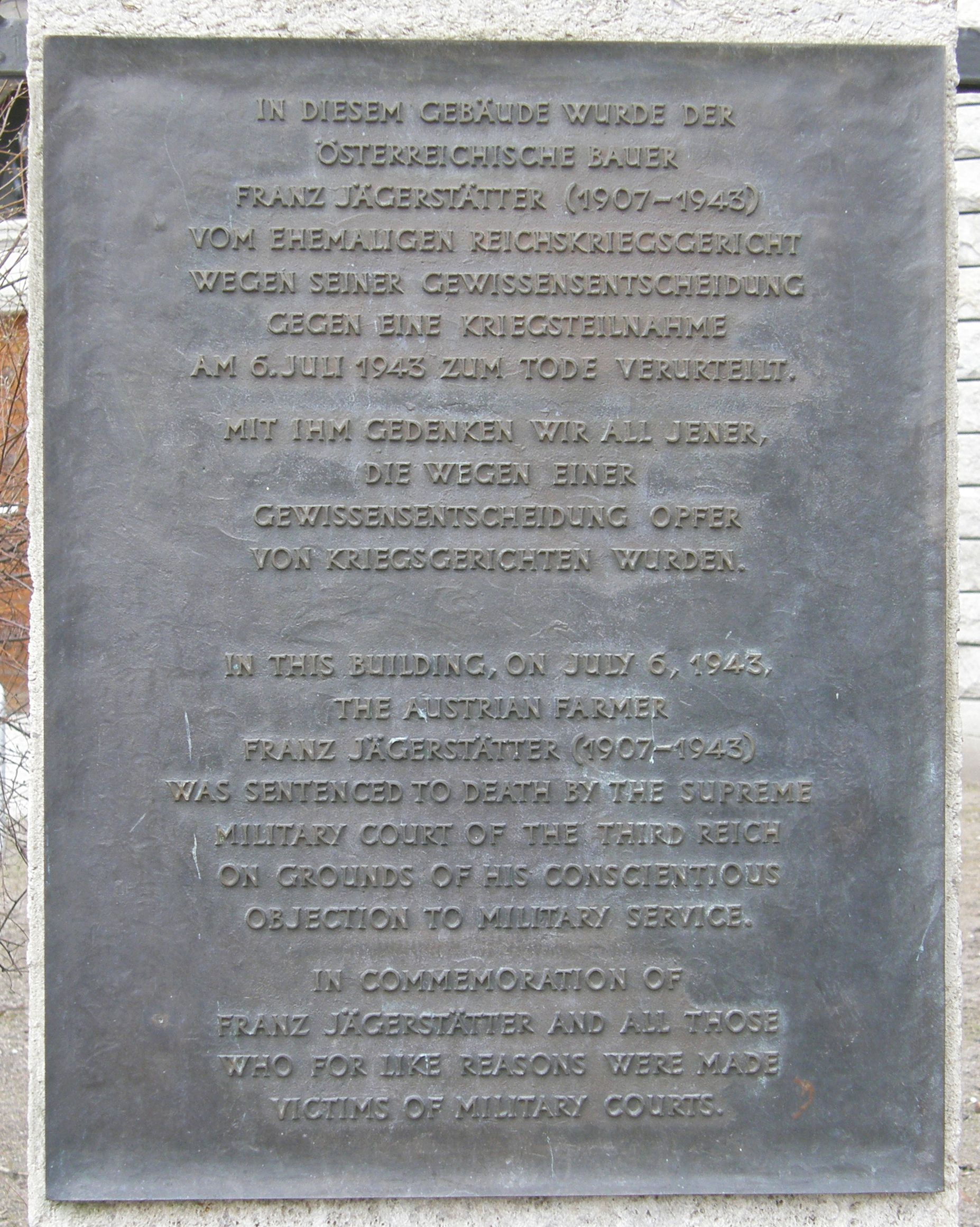
Gedenktafel für Franz Jägerstätter am ehemaligen Reichskriegsgericht in Berlin

Seit der Einrichtung des Reichskriegsgerichts bis zum Kriegsbeginn wurden durch die Institution mindestens 15 Todesurteile wegen Landesverrats ausgesprochen. Unter den ab diesem Zeitpunkt getroffenen Entscheidungen finden sich aber auch zahlreiche Verfahren die ideologische Gründe, nationalsozialistische Rechtsauslegungen und der Absicherung des politischen Herrschaftssystems dienten. Die hier bereits sichtbar werdenden Tendenzen und damit praktizierte „erweiterte Auslegung“ des Rechtsbegriffs steht in engem Zusammenhang mit den nach 1934 veränderten Aufgaben eines Richters im nationalsozialistischen Staat. So bestimmten bereits zu dieser Zeit zunehmend „Rassevergehen“ und politisch motivierte, nicht mit den Auffassungen der NS-Volksgemeinschaft übereinstimmende Tatmotive die höchstrichterlichen Entscheidungen. Im Zeitraum von August 1939 bis zum 7. Februar 1945 fällte das Reichskriegsgericht 1.189 Todesurteile, darunter 313 wegen Landesverrats, 96 wegen Hochverrats, 24 wegen Kriegsverrats, 340 wegen Spionage und 251 wegen Verweigerung und Wehrkraftzersetzung. Insgesamt 1.049 dieser Todesurteile wurden nachweislich vollstreckt.
Obwohl die Verordnung über das Sonderstrafrecht im Kriege und bei besonderem Einsatz für minderschwere Fälle Freiheitsstrafen vorsah, verhängte das RKG wegen Kriegsdienstverweigerung aus religiösen Gründen fast ausnahmslos die Todesstrafe. Diese Urteile betrafen in erster Linie Zeugen Jehovas und Reformadventisten. Nach zahlreichen Interventionen von Seelsorgern ging das Reichskriegsgericht dazu über, bereits verurteilten Verweigerern die Möglichkeit eines Widerrufs einzuräumen. In diesem Falle wurde eine Freiheitsstrafe von drei bis vier Jahren Dauer verhängt, die nach dem Kriege anzutreten sei.
Neben Sondergerichten und dem Volksgerichtshof war auch das Reichskriegsgericht mit Verfahren nach dem Nacht-und-Nebel-Erlass befasst. Von Dezember 1942 bis September 1943 führte das RKG mehr als 20 Verhandlungen gegen rund 80 Angehörige der Widerstandsgruppe um Arvid Harnack und Harro Schulze-Boysen. Dabei wandte der 2. Senat unter Alexander Kraell die sogenannte „Gewaltverbrecherverordnung“ an, um mehrere Frauen hart bestrafen zu können, denen lediglich Beihilfe nachzuweisen war.
In einem Urteil vom 2. April 1940 hatte das Reichskriegsgericht die Bedeutung des Begriffs „Öffentlichkeit“ extensiv auf private Gespräche ausgedehnt, so dass jede „defätistische Äußerung“ als Wehrkraftzersetzung gelten konnte. Als „Wesensmerkmale der Praxis des Reichskriegsgerichts“ zählt Norbert Haase die drakonischen Urteile nach weit auslegbaren nationalsozialistischen Strafgesetzen, den Ausschluss der Öffentlichkeit in den als „Geheime Kommandosache“ geführten Prozessen, die oft praktizierte Nicht-Aushändigung von Anklageschriften und die oftmals auf eine Alibifunktion beschnittene Verteidigungsmöglichkeit auf. Im Zweiten Weltkrieg seien – so eine rechtliche Bewertung der Institution – die maßgebenden gerichtsverfassungsrechtlichen und prozessualen Grundlagen geändert worden zur Durchsetzung dessen, was man „für militärisch zweckmäßig und für im NS-Sinne kriegsnotwendig“ hielt.

## Aufhebung der Urteile
1998 wurden durch ein Gesetz zur Aufhebung nationalsozialistischer Unrechtsurteile in der Strafrechtspflege „verurteilende strafgerichtliche Entscheidungen, die unter Verstoß gegen elementare Gedanken der Gerechtigkeit“ ergangen waren, pauschal für nichtig erklärt. Darunter fallen auch viele Urteile des Reichskriegsgerichts. Mit einer Ergänzung des NS-AufhG aus dem Jahr 2002 wurden die Urteile von Gerichten aus der NS-Zeit gegen Deserteure und Homosexuelle aufgehoben. Erst mit einer weiteren Ergänzung des NS-AufhG von 2009 wurden auch die Urteile wegen Kriegsverrats nach § 57 MStGB gesetzlich aufgehoben.